# Vivere negli anni 'X
Vivere negli anni 'X è il secondo album del duo pop italiano Il Genio, uscito nei negozi il 18 giugno 2010.
L'album è stato anticipato dal singolo Cosa dubiti, in rotazione nelle radio italiane dal 14 maggio precedente.
Dal 1º giugno è stato possibile ascoltare in anteprima sul sito web di xL (mensile edito dalla redazione de la Repubblica) le dodici tracce del disco. L'album è stato presentato dal vivo attraverso uno showcase per le Fnac italiane; il quotidiano online indie-eye ha prodotto due video che diffondono in rete un'intervista realizzata alla Fnac di Firenze e una sintesi dello showcase.

## Tracce
1. Il Genio
2. Fumo negli occhi
3. Cosa dubiti
4. Amore chiama Terra
5. Tu mi sai dire
6. Tahiti Tahiti
7. Del lei
8. Non avrai
9. Cosa pensi
10. Overdrive
11. Sì, per sempre, mai
12. Dire mai più

## Formazione
- Alessandra Contini - voce, basso
- Gianluca De Rubertis - voce, chitarra, tastiera